# Andreas Geverdes

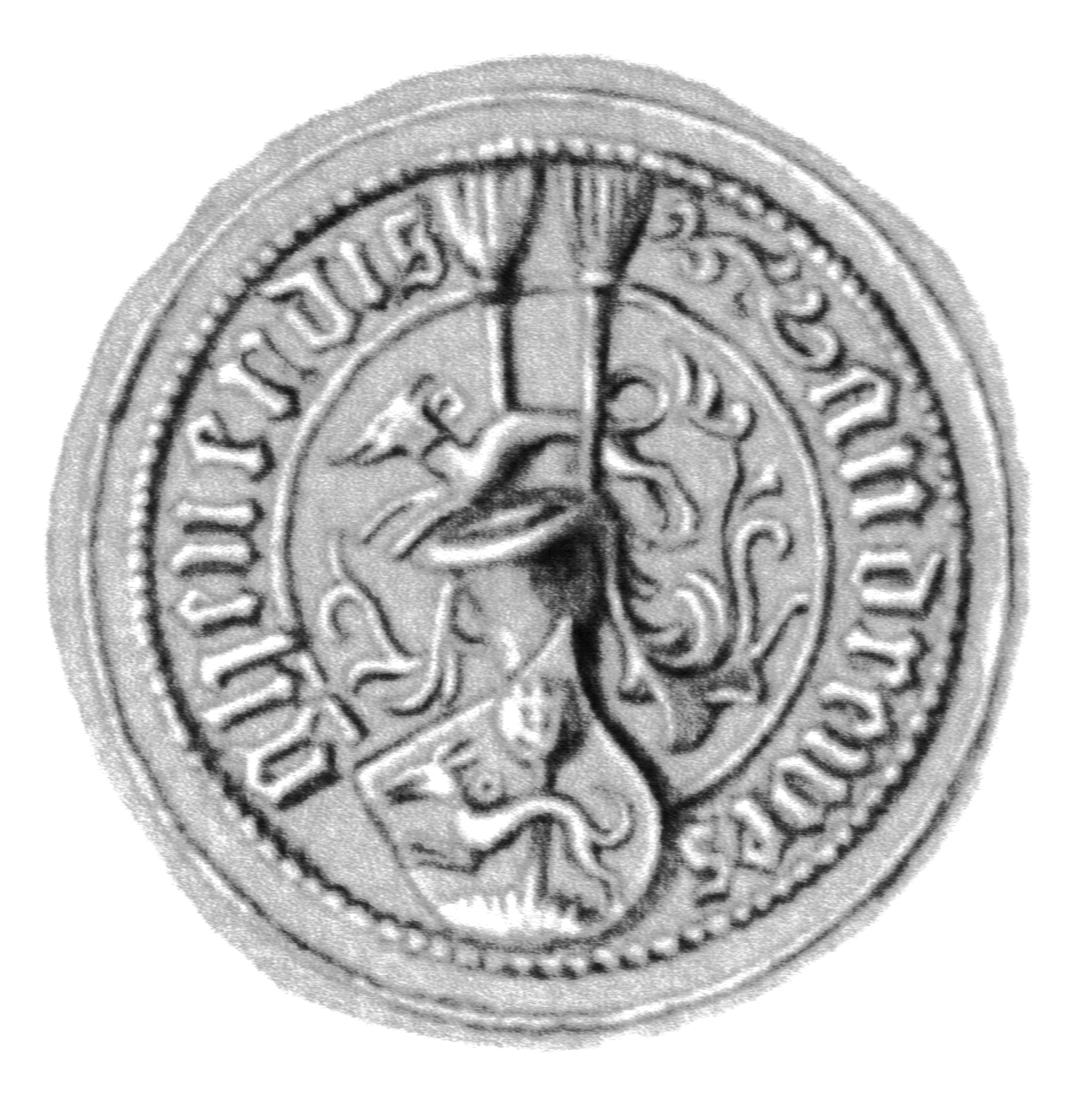
Siegel des Andreas Geverdes um 1457

Andreas Geverdes (* wohl in Magdeburg; † 19. April 1477 in Lübeck) war ein Bürgermeister der Hansestadt Lübeck.

## Leben
Der Gewandschneider Geverdes wanderte um 1442 aus Magdeburg nach Lübeck zu. Seine drei Geschwister blieben in Magdeburg. Er wurde 1451 in den Rat der Stadt Lübeck gewählt und 1475 zum Bürgermeister der Stadt bestimmt. Er vertrat die Stadt 1468 bei den Verhandlungen über den Münzrezess mit Hamburg, 1472 bei Gesprächen mit Hamburger Ratsherren in Mölln, 1475 als Schiedsrichter in einem Streit des Kontors der Hanse in Bergen, (Bryggen), mit den in Bergen außerhalb des deutschen Kontors in der Stadt tätigen Schneidern und Schuhmachern, 1476 bei Verhandlungen mit der Stadt Lüneburg wegen eines dort neu erhobenen Zolles.

## Stiftungen

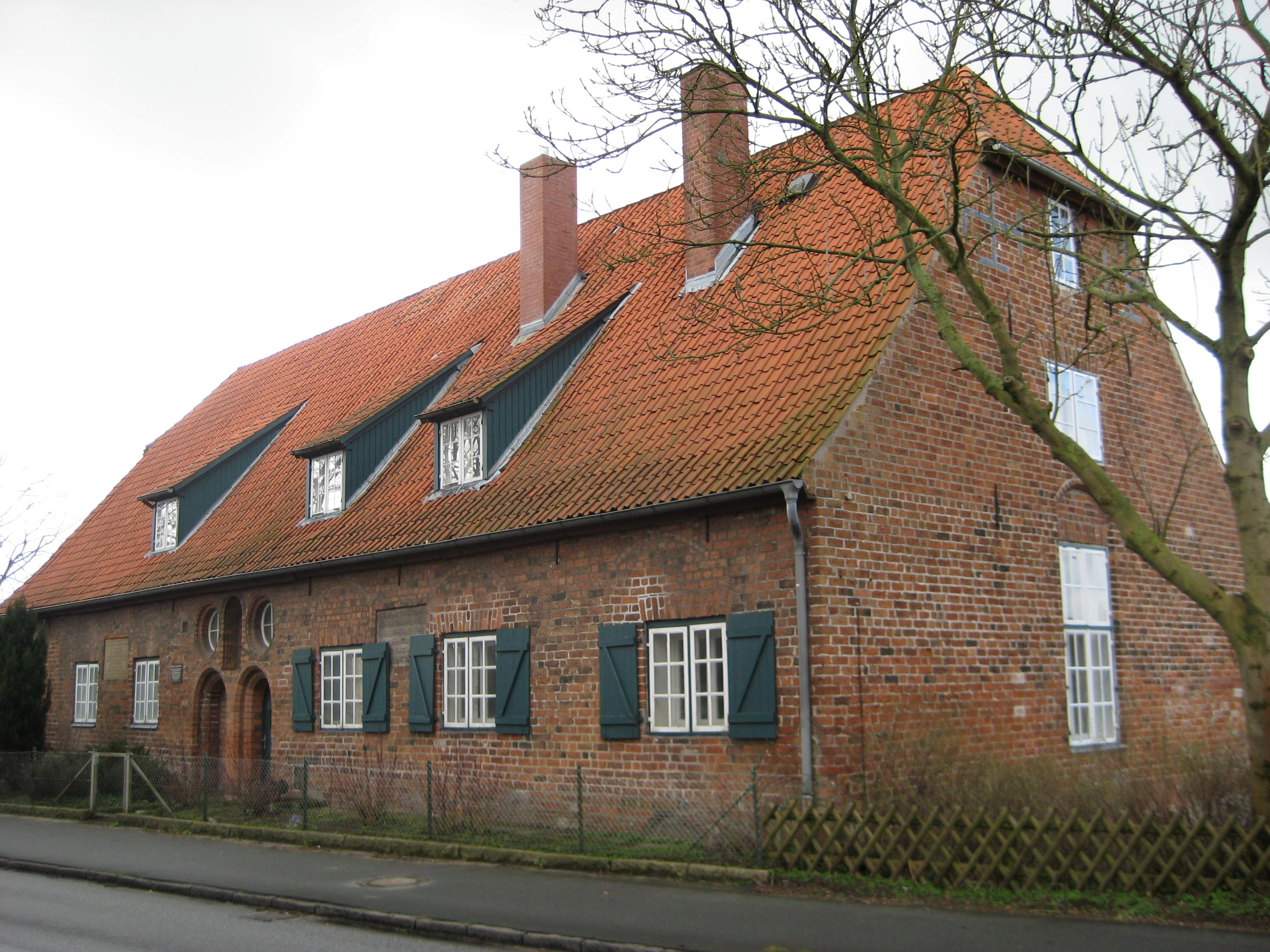
Siechenhaus in Grönau

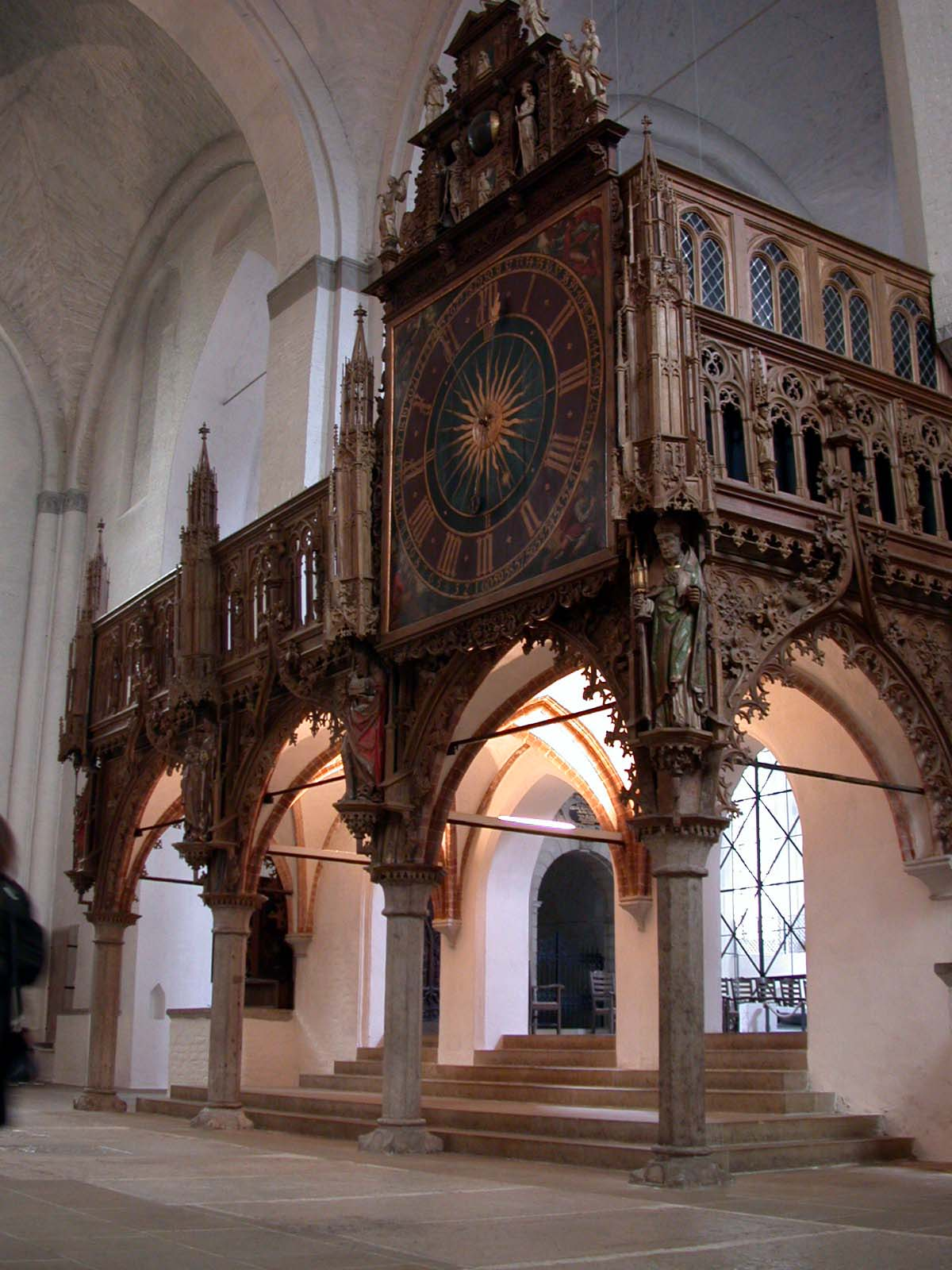
Lettner im Lübecker Dom

Er erwarb 1458 einen Bauernhof in Wesenberg und 1461 gemeinsam je zur Hälfte mit dem Gewandschneider Gerhard von Lenten († nach 1494) das Gut Westerau. Beide vermachten das Dorf Westerau 1477 einer Stiftung zu ihrem Gedächtnis und zur Unterstützung Bedürftiger. Seit der Reformation wird diese Stiftung von der Stadt Lübeck verwaltet; das Dorf wurde so zu einem der Stadtstiftsdörfer. Noch heute gehören etliche Hektar Wald dieser Westerauer Stiftung.
Andreas Geverdes ist nach der Überlieferung der Rehbein-Chronik (1619) weiter der Stifter der von Bernt Notke 1477 gefertigten spätgotischen Lettnerverkleidung im Lübecker Dom. Das Stifterwappen befand sich auch noch zu Zeiten des Seniors Jacob von Melle zu Anfang des 18. Jahrhunderts noch am Lettner. Vorbild für die Gestaltung war der Lettner im Magdeburger Dom; Andreas Geverdes Bruder Johann war in der Heimatstadt Ratsherr und hatte wohl die als Vorlage benötigten Skizzen für Notke übersandt.
Weiter stiftete er das Siechenhaus für Lepröse in Klein Grönau vor den Toren südlich der Stadt. Es wurde 1480 aus Mitteln seines Nachlasses erbaut.
Geverdes wurde 1460 Mitglied in der Zirkelgesellschaft.

## Belege
1. ↑  Ehrhardt, S. 283–285

| Personendaten    | Personendaten          |
| ---------------- | ---------------------- |
| NAME             | Geverdes, Andreas      |
| KURZBESCHREIBUNG | Lübecker Bürgermeister |
| GEBURTSDATUM     | 15. Jahrhundert        |
| GEBURTSORT       | Magdeburg              |
| STERBEDATUM      | 19. April 1477         |
| STERBEORT        | Lübeck                 |